# Fritz Wagner
Fritz Wagner (21 febbraio 1913 – Küsnacht, 9 settembre 1987) è stato un calciatore svizzero, di ruolo attaccante.